# Báne
Báne (perzsául: بانه, kurd nyelven: بانه, [Bane, Bāneh]) város Irán nyugati határán, Kurdisztán tartományban, Báne megyében, egyben utóbbi megyeszékhelye. Bánet Saqqez keleti irányban határolja, Marivan délen, nyugaton Sardasht, és körülbelül 30 km-re van az iraki Kurdisztán tartománytól. A 2016-os népszámlálás szerint a város lakossága 115.325 fő. Sanandaj, Marivan és Saqqez városai után a Báne Kurdisztán negyedik legnagyobb városa. A Zagrosz-hegység szívében található, a környék egyedülálló tölgyerdőiről ismert.

## Földrajza
Báne városa Kurdisztán nyugati hegyvidéki és erdős vidékén helyezkedik el, amelyet hegyek, például az Arbaba (آرببا), a Jnireh (جنیره), a Babos (بابوس) és a Dozin (دوزین) vesznek körül. 
Bánet hideg telek és enyhe nyarak jellemzik. Az éves csapadékmennyiség 921 mm.

## Története
Az iszlám előtt zoroasztrizmus, majd a 13. század közepéig  Ekhtiyaredinis (perzsa: اختیارالدینی) uralkodott a régióban. Báne város eredeti neve Barozha (kurd: بهروژه), majd a Szefevida (Safavida) uralom alatt volt.

## Itt születtek, itt éltek
- Ebrahim Younesi - író és fordító
- Bahman Ghobadi - rendező és író
- Ata Nahaei - regényíró és fordító
- Farrokh Nematpour - regényíró és fordító
- Taha Karimi - rendező és író
- Ebrahim Alipour - fotós
- Mahindokht Motamedi - költő és egyetemi előadó
- Keywan Karimi - rendező

## Galéria

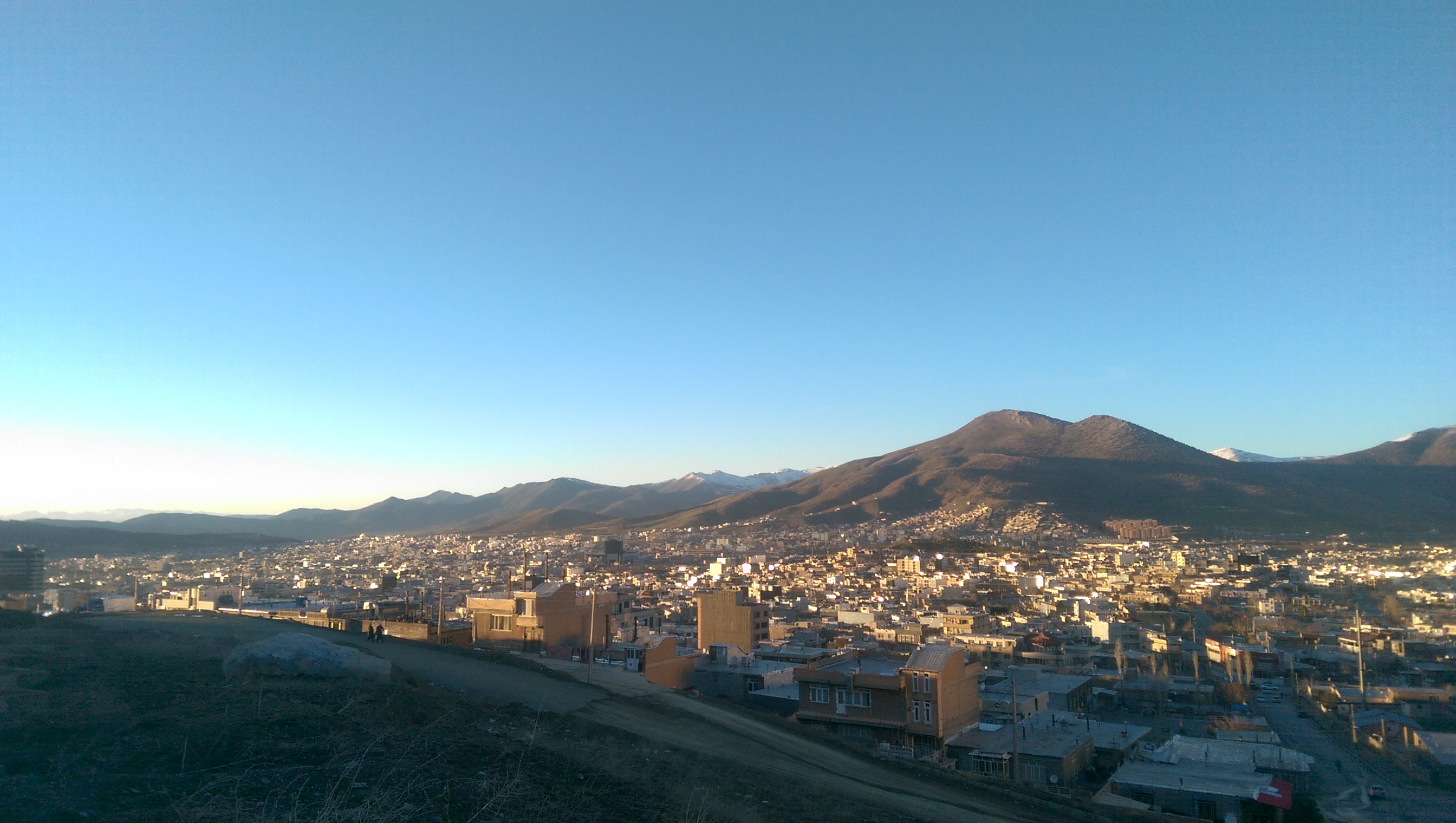
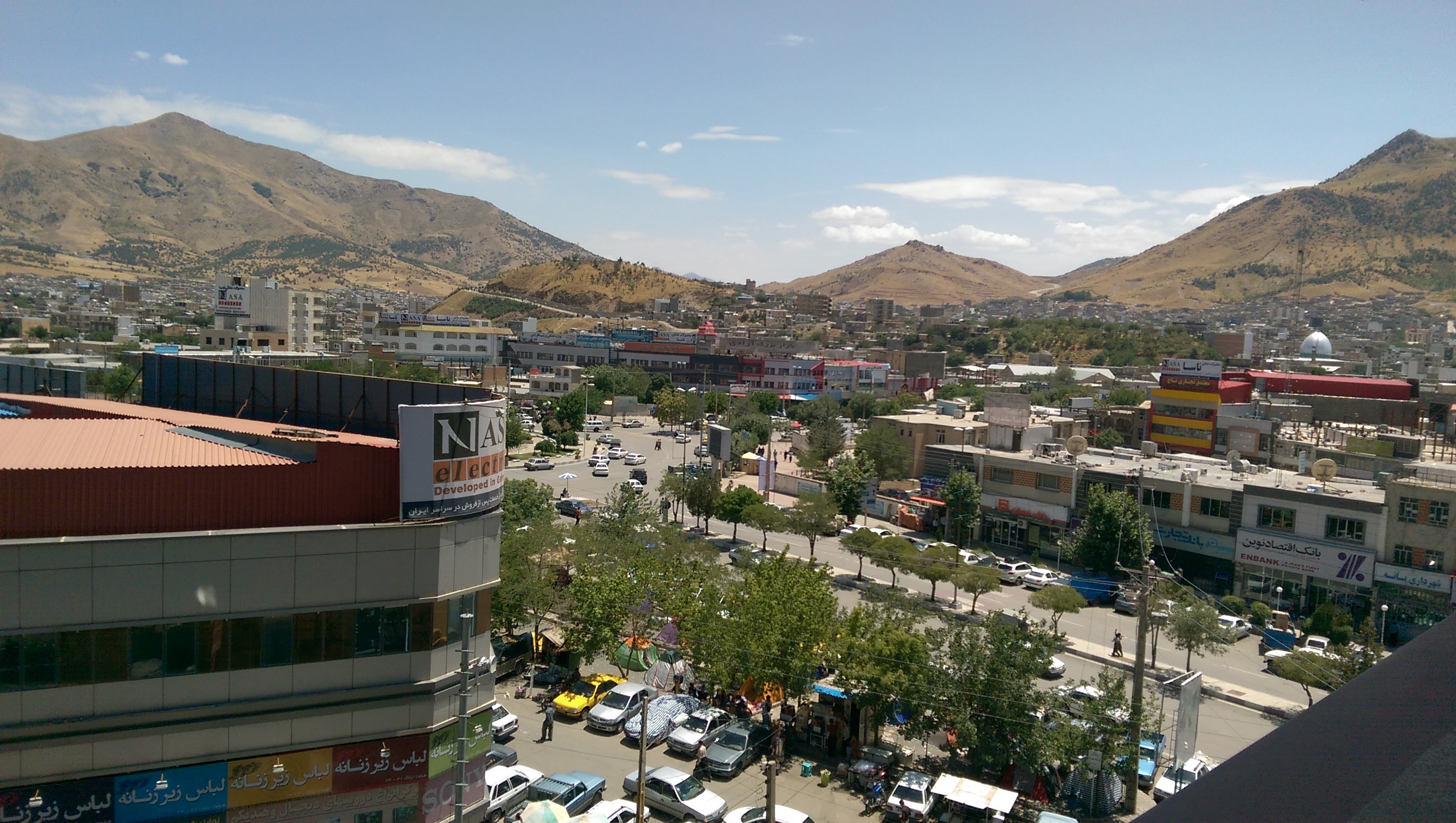
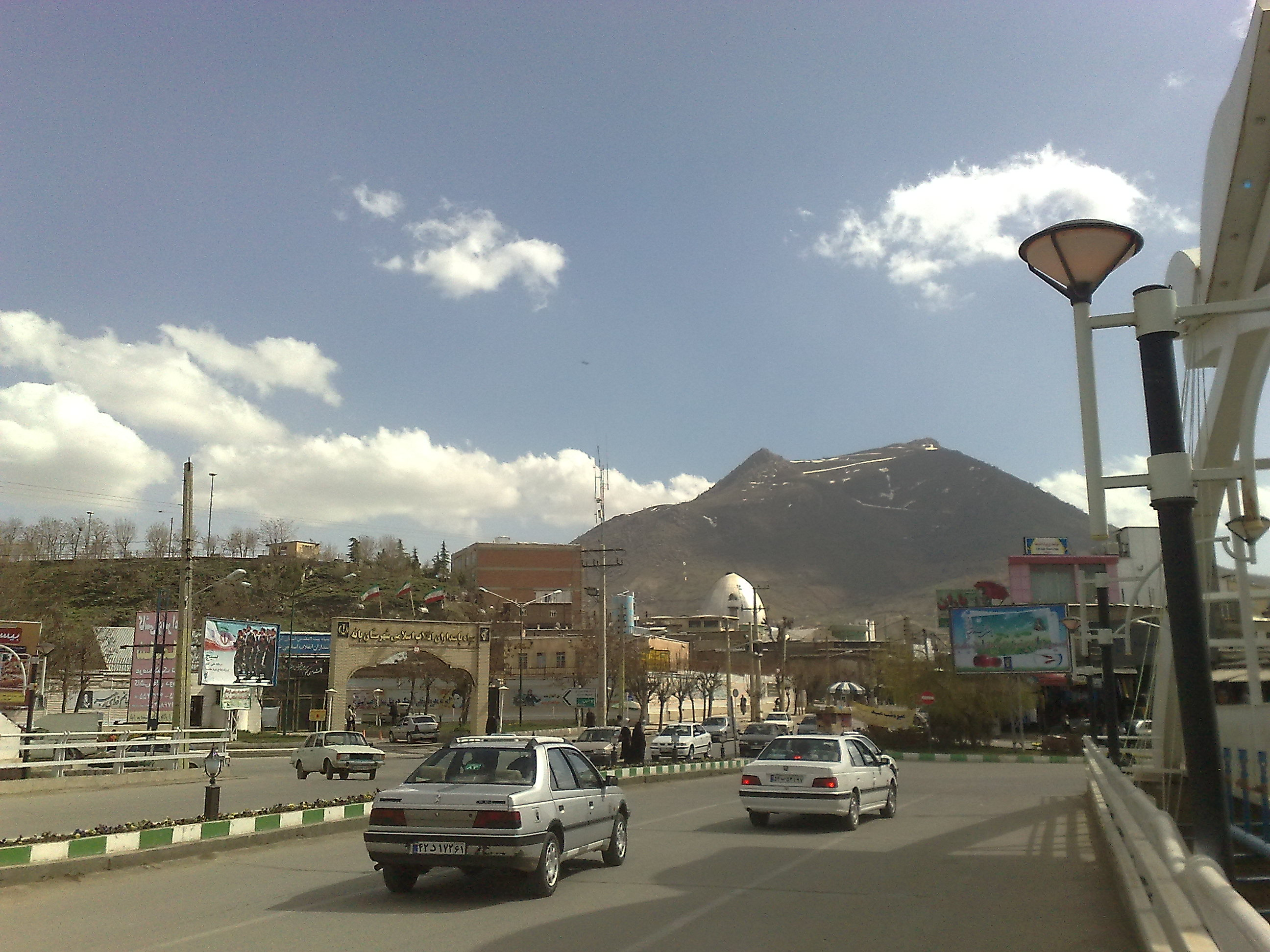
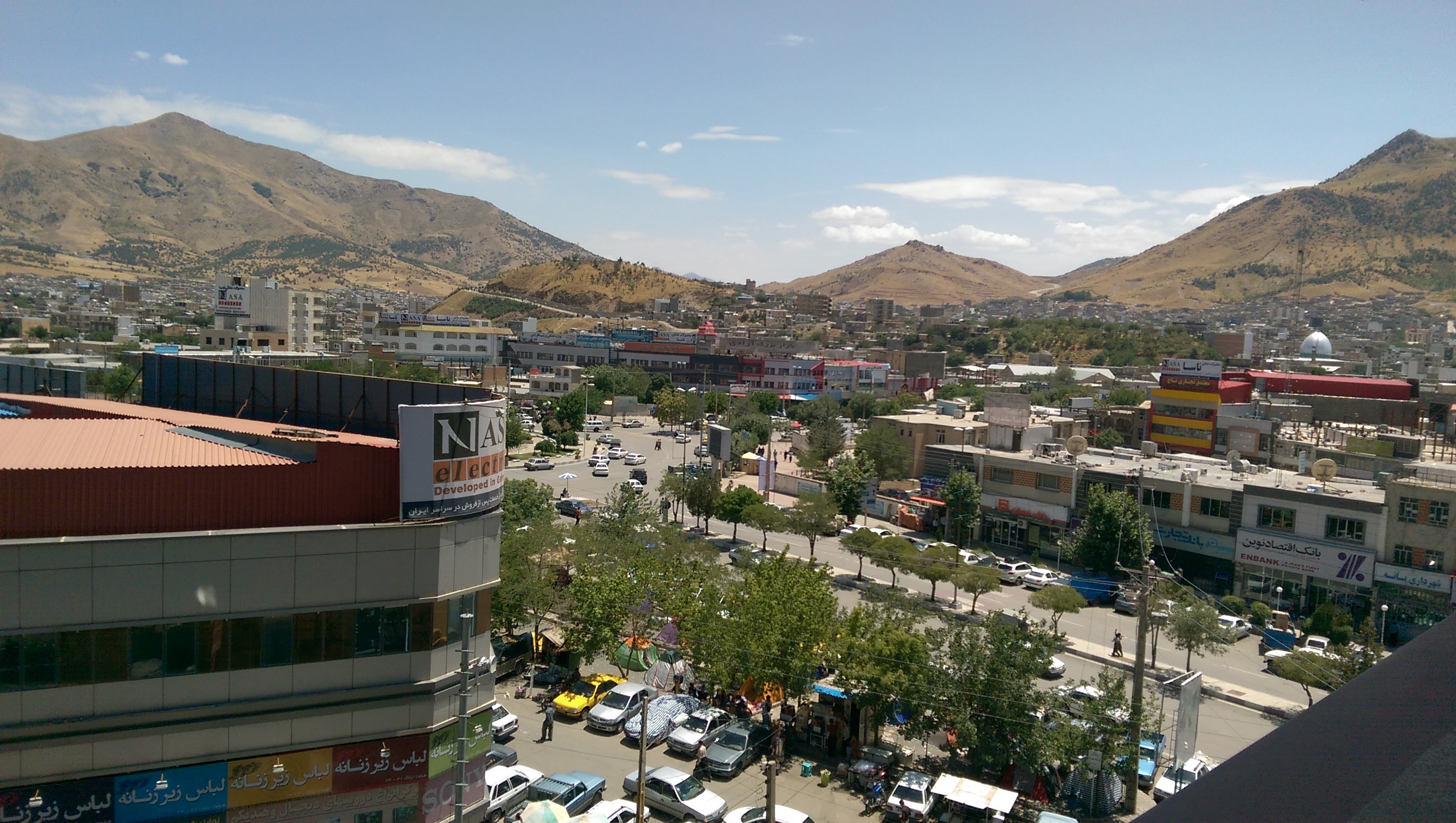
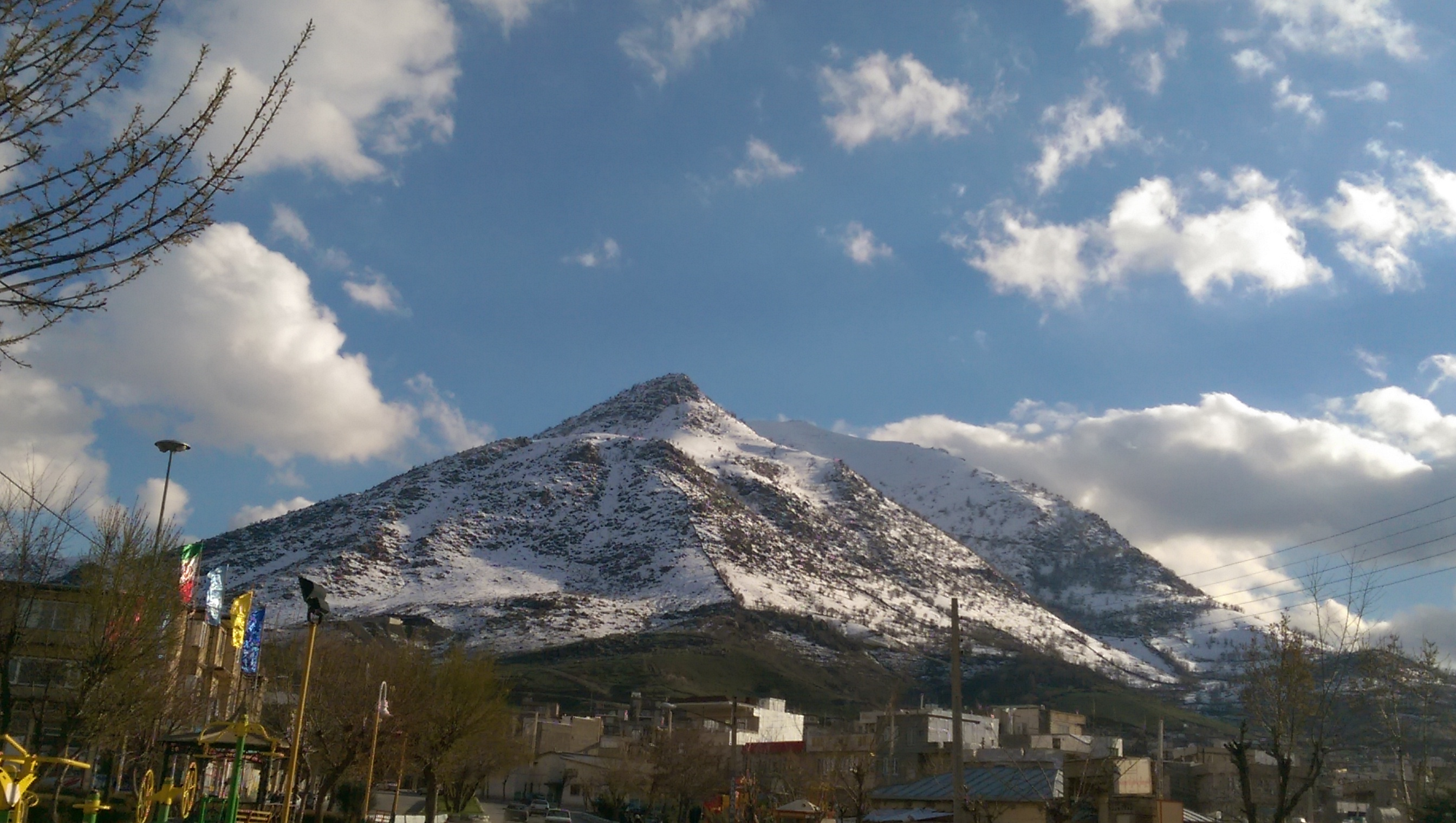
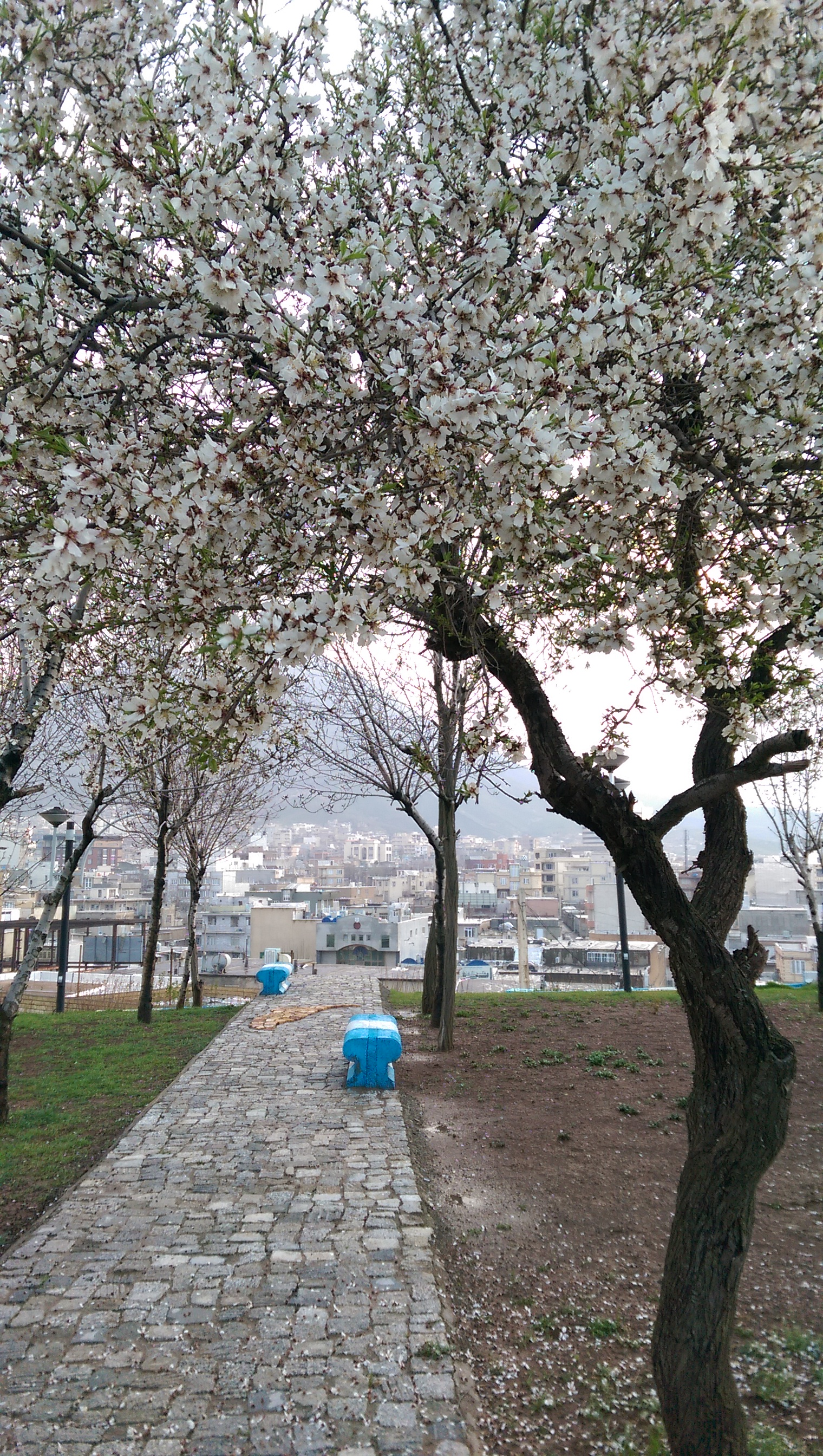
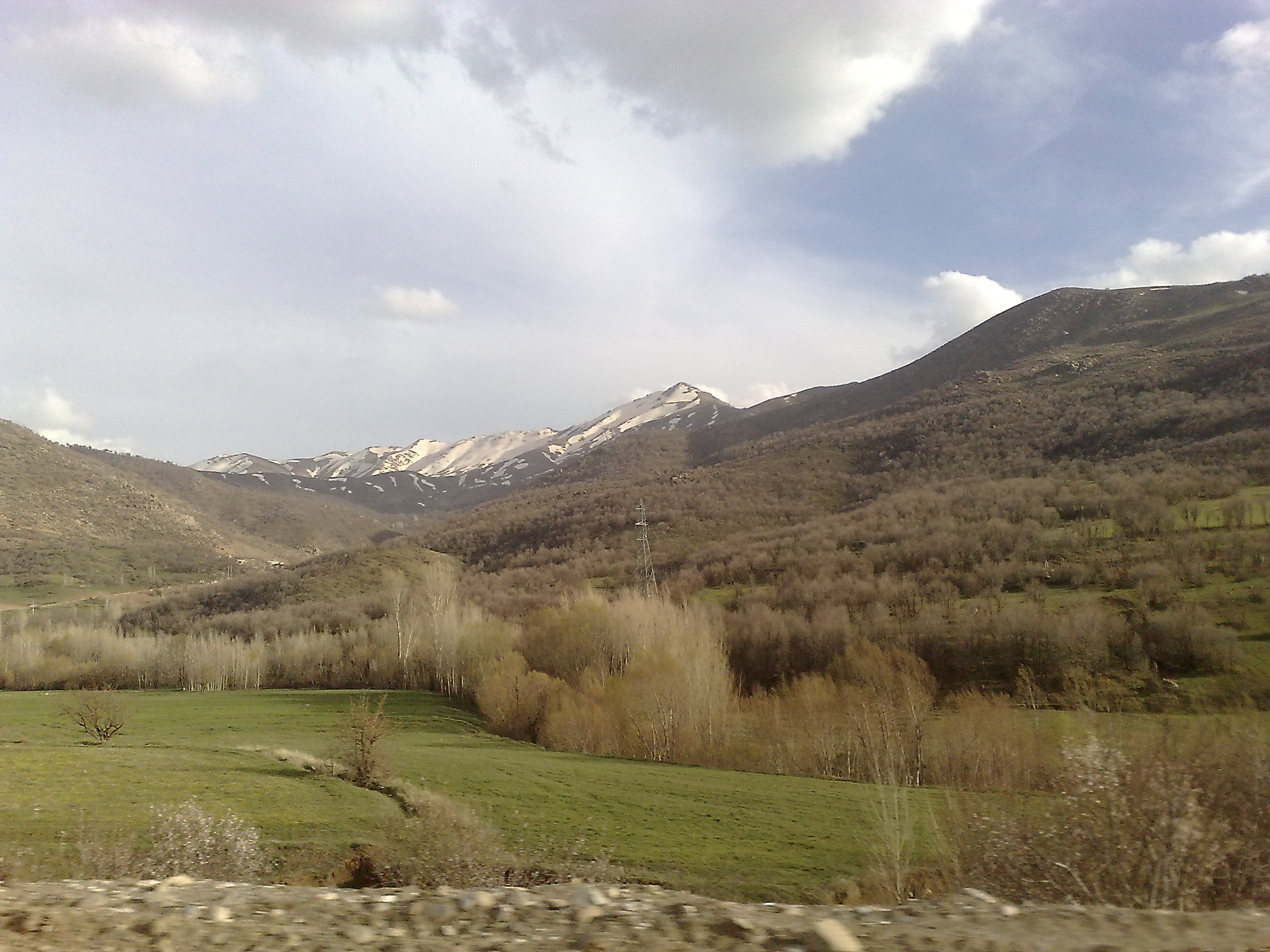